# Sender Osterloog
Der Sender Osterloog war eine Sendeeinrichtung für Mittelwellenrundfunk bei Osterloog im ostfriesischen Norden.

## Geschichte
Die Anlage wurde 1939 errichtet, um Werbung und Propagandasendungen nach England zu senden und verwendete als Antennenanlage zehn abgespannte Stahlrohrmaste, die auf einem 23 Hektar großen Areal aufgestellt wurden. Von diesen 10 Sendemasten dienten zwei Maste als Strahler. Sie hatten eine Höhe von 150 Metern. Jeden dieser Strahler waren vier Maste mit einer Höhe von 120 Metern und einem Durchmesser von 0,7 Metern als strahlungsgekoppelte Direktoren und Reflektoren zugeteilt.
Durch diese Anordnung wurde eine Bündelung der Sendeleistung um den Faktor 5 in Richtung des Zielgebietes erreicht. Die Sendefrequenz konnte zwischen 400 kHz und 1060 kHz eingestellt werden, die Sendeleistung betrug 100 kW. Die Anlage ging am 28. November 1939 in Betrieb und überstand den Zweiten Weltkrieg.
Von 1945 bis 1948 wurde die Anlage zuerst für den Soldatensender BFBS, dann für die BBC genutzt, bevor der NWDR die Anlage übernahm und ab 1950 für regelmäßige Sendungen mit 5 kW Sendeleistung nutzte. Von 1952 bis 1962 wurde der Sender Osterloog erneut von der BBC genutzt.
Nachdem 1961 der Rundfunksender in Popens bei Aurich seinen Betrieb aufnahm, begann der Niedergang des Senders Osterloog und es wurde 1964 der Rundfunksendebetrieb eingestellt und die Anlage der Deutschen Bundespost übergeben, welche sie bis 1997 für die Küstenfunkstelle „Norddeich Radio“ nutzte.
Im Zeitraum von 1947 bis 1960 wurde einer der 150 Meter hohen Sendemaste und die acht 120 Meter hohen Sendemaste abgebaut und an anderen Standorten errichtet. Während der 150 Meter hohe Mast geteilt und eine Hälfte in Etzhorn und Münster neu errichtet wurde, wurden die 120 Meter hohen Maste in Osnabrück (1947), Langenberg (1948), Hemmingen (1949), Braunschweig (1950), Pinneberg, Bonn, Herford und in Hamburg-Billwerder (1962) neu aufgebaut.